# Zapadînți, Krasîliv
Zapadînți (în ucraineană Западинці) este localitatea de reședință a comunei Zapadînți din raionul Krasîliv, regiunea Hmelnîțkîi, Ucraina.

## Demografie
Componența lingvistică a localității Zapadînți
     Ucraineană (98,4%)
     Alte limbi (1,6%)
Conform recensământului din 2001, majoritatea populației localității Zapadînți era vorbitoare de ucraineană (98,4%), existând în minoritate și vorbitori de alte limbi.